# Maciej Paterski
Maciej Paterski (Krotoszyn, 12 september 1986) is een Pools voormalig wielrenner die tussen 2021 en 2023 reed voor Voster ATS Team.

## Carrière
Paterski werd in 2007 tweede op het Pools kampioenschap op de weg voor beloften. In 2008 werd hij derde in de individuele tijdrit voor beloften. Daarnaast werd hij 22e in de Ronde van de Toekomst.
In 2009 reed hij de Baby Giro, waarin hij 22e werd. In de Ronde van Polen werd hij 23e. Dit leverde hem een profcontract op bij het Italiaanse Liquigas.
In 2014 maakte hij deel uit van de Poolse selectie voor het wereldkampioenschap, waarin Michał Kwiatkowski wist te winnen en Paterski zelf op de zeventiende plaats eindigde.

## Palmares

### Overwinningen
2008
5e etappe Giro delle Regioni, Beloften
2014
Eindklassement Ronde van Noorwegen
3e etappe deel A Sibiu Cycling Tour (ploegentijdrit)
Bergklassement Ronde van Polen
Memoriał Henryka Łasaka
2015
1e etappe Ronde van Catalonië
3e en 5e etappe Ronde van Kroatië
Eind-, punten- en bergklassement Ronde van Kroatië
Bergklassement Ronde van Polen
2016
6e etappe Bałtyk-Karkonosze-Tour
2017
1e etappe Szlakiem Walk Majora Hubala
Eindklassement Szlakiem Walk Majora Hubala
2e en 3e etappe Ronde van Małopolska
Eindklassement Ronde van Małopolska
Beker van de Subkarpaten
2018
Visegrad 4 Bicycle Race-GP Slovakia
Visegrad 4 Bicycle Race-GP Polski Via Odra
1e etappe Ronde van Małopolska
Beker van de Subkarpaten
Minsk Cup
Puntenklassement Ronde van Zuid-Bohemen
Raiffeisen Grand Prix
2019
3e etappe Circuit des Ardennes
2e en 3e etappe CCC Tour-Grody Piastowskie
Puntenklassement CCC Tour-Grody Piastowskie
2e etappe deel B en 3e etappe Szlakiem Walk Majora Hubala
Eind- en puntenklassement Szlakiem Walk Majora Hubala
Raiffeisen Grand Prix
2021
Bergklassement Ronde van Hongarije
 Pools kampioen op de weg, Elite
2e etappe CCC Tour-Grody Piastowskie
Eind- en puntenklassement CCC Tour-Grody Piastowskie
Bergklassement Ronde van Roemenië
2022
GP Adria Mobil
3e etappe Ronde van Szeklerland
1e etappe In the footsteps of the Romans
2023
Bergklassement Ronde van Malopolska
Visegrad 4 Bicycle Race-GP Slovakia

### Resultaten in voornaamste wedstrijden
| Jaar | Ronde van Italië | Ronde van Frankrijk | Ronde van Spanje |
| ---- | ---------------- | ------------------- | ---------------- |
| 2009 |                  |                     |                  |
| 2010 |                  |                     | 75e              |
| 2011 |                  | 67e                 |                  |
| 2012 |                  |                     | 89e              |
| 2013 |                  |                     | 54e              |
| 2014 |                  |                     |                  |
| 2015 | 79e              |                     |                  |
| 2016 |                  |                     |                  |
| 2017 | 137e             |                     |                  |
| 2018 |                  |                     |                  |
| 2019 |                  |                     |                  |
| 2020 |                  |                     |                  |

| Jaar | Milaan-San Remo | Amstel Gold Race | Luik-Bast.‑Luik | Ronde van Lombardije | Brabantse Pijl | Waalse Pijl | Bretagne Classic |  | WK op de weg |  | Wereldranglijsten |
| ---- | --------------- | ---------------- | --------------- | -------------------- | -------------- | ----------- | ---------------- |  | ------------ |  | ----------------- |
| 2009 |                 |                  |                 |                      |                |             |                  |  | opgave       |  |                   |
| 2010 |                 |                  |                 | 18e                  |                |             |                  |  |              |  |                   |
| 2011 |                 | 93e              | 79e             |                      |                | 121e        | 83e              |  | 38e          |  |                   |
| 2012 |                 | 73e              | 56e             |                      | opgave         | 64e         |                  |  |              |  | 232e (UWT)        |
| 2013 |                 | 84e              |                 | opgave               |                | opgave      |                  |  | 19e          |  | 192e (UWT)        |
| 2014 |                 | 69e              |                 |                      | 68e            |             |                  |  | 17e          |  |                   |
| 2015 | 22e             | 9e               |                 | 68e                  | 9e             |             | opgave           |  | 59e          |  |                   |
| 2016 |                 | 95e              |                 | opgave               | 24e            |             | 6e               |  | opgave       |  |                   |
| 2017 |                 | opgave           |                 |                      | 69e            |             |                  |  | opgave       |  |                   |
| 2018 |                 |                  |                 |                      |                |             |                  |  | opgave       |  |                   |
| 2019 |                 |                  |                 |                      |                |             |                  |  |              |  |                   |
| 2020 |                 |                  |                 |                      |                |             |                  |  | 72e          |  |                   |

### Resultaten in kleinere rondes
| Jaar | Tour Down Under | Parijs-Nice | Ronde van Catalonië | Ronde van het Baskenland | Ronde van Romandië | Critérium du Dauphiné | Ronde van Zwitserland | Ronde van Polen | Eneco Tour | Ronde van Peking |
| ---- | --------------- | ----------- | ------------------- | ------------------------ | ------------------ | --------------------- | --------------------- | --------------- | ---------- | ---------------- |
| 2010 | 100e            |             |                     |                          |                    |                       |                       | 44e             | 30e        |                  |
| 2011 |                 | 89e         | 115e                | 51e                      |                    | 29e                   |                       | 44e             |            |                  |
| 2012 |                 |             | 58e                 | 52e                      | 52e                | 37e                   |                       |                 |            | 25e              |
| 2013 |                 |             | 104e                | opgave                   |                    | 96e                   |                       | 34e             | 26e        |                  |
| 2014 |                 |             | 57e                 |                          |                    |                       | 103e                  | 57e             |            |                  |
| 2015 |                 |             | 42e (1)             |                          |                    |                       |                       | 27e             |            |                  |
| 2016 |                 |             |                     |                          |                    |                       | 53e                   | 30e             |            |                  |
| 2017 |                 |             | 94e                 |                          |                    |                       |                       | 79e             |            |                  |
| 2018 |                 |             |                     |                          |                    |                       |                       | 69e             |            |                  |
| 2019 |                 |             |                     |                          |                    |                       |                       | 101e            |            |                  |
| 2020 |                 |             |                     |                          |                    |                       |                       | 100e            |            |                  |
| 2021 |                 |             |                     |                          |                    |                       |                       | 41e             |            |                  |

(*) tussen haakjes aantal individuele etappe-overwinningen

## Ploegen
- 2009 –  Liquigas (stagiair vanaf 1 augustus)
- 2010 –  Liquigas-Doimo
- 2011 –  Liquigas-Cannondale
- 2012 –  Liquigas-Cannondale
- 2013 –  Cannondale Pro Cycling
- 2014 –  CCC Polsat Polkowice
- 2015 –  CCC Sprandi Polkowice
- 2016 –  CCC Sprandi Polkowice
- 2017 –  CCC Sprandi Polkowice
- 2018 –  Wibatech Merx 7R
- 2019 –  Wibatech Merx 7R
- 2020 –  Wibatech Merx 7R
- 2021 –  Voster ATS Team
- 2022 –  Voster ATS Team
- 2023 –  Voster ATS Team

Agnoli ·
Basso · 
Bennati ·
Bodnar ·
Carlström · 
Chicchi ·
Corioni ·
Da Ros (tot 31/03) ·
Fischer ·
Franzoi ·
Guarnieri ·
Kreuziger ·  
Koetsjynski · 
Miholjević ·
Nibali ·  
Noè (tot 30/04) ·
Oss ·
Pellizotti ·
Quinziato ·
Sabatini ·
Santaromita ·
Štangelj ·
Szmyd ·
Vandborg ·
Vanotti ·
Willems ·
Zaugg ·
Benedetti (stagiair) · 
Paterski (stagiair)
Agnoli ·
Basso · 
Bellotti ·
Bennati ·
Bodnar ·
Chicchi ·
Cimolai · 
Dall'Antonia ·
Finetto ·
Guarnieri ·
Kišerlovski ·
Koren ·
Kreuziger ·  
Koetsjynski · 
Nibali ·  
Oss ·
Paterski ·
Pellizotti ·
Quinziato ·
Sabatini ·
J. Sagan ·
P. Sagan ·
Santaromita ·
Szmyd ·
Vandborg ·
Vanotti ·
Viviani ·
Willems ·
Zaugg
Agnoli ·
Basso · 
Bellotti ·
Bodnar ·
Capecchi ·
Caruso ·
Cimolai · 
Da Dalto ·
Dall'Antonia ·
Duggan ·
Finetto ·
Guarnieri ·
King ·
Koren ·
Longo Borghini ·  
Marangoni · 
Nerz ·
Nibali ·  
Oss ·
Paterski ·
Ponzi ·
Sabatini ·
J. Sagan ·
P. Sagan ·
Salerno ·
Szmyd ·
Vanotti ·
Viviani ·
Wurf ·
Agostini (stagiair) ·
Moser (stagiair)
Agnoli ·
Agostini ·
Basso · 
Bodnar ·
Canuti ·
Capecchi ·
Caruso ·
Da Dalto ·
Dall'Antonia ·
Duggan ·
King ·
Koren ·
Longo Borghini ·  
Marangoni ·
Moser · 
Nerz ·
Nibali ·  
Oss ·
Paterski ·
Ratto ·
Sabatini ·
J. Sagan ·
P. Sagan ·
Salerno ·
Sarmiento ·
Szmyd ·
Vanotti ·
Viviani ·
Aldegheri (stagiair) ·
Benfatto (stagiair) ·
Krizek (stagiair) 
Agostini · Basso · Bodnar · Boivin · Canuti · Caruso ·  Da Dalto · Dall'Antonia · De Marchi · Haedo · King · Koch · Koren · Krizek · Longo Borghini · Marangoni · Masuda · Moser · Paterski · Ratto · Sabatini · J. Sagan · P. Sagan · Salerno · Sarmiento · Vandborg · Viviani · Wurf · Martinello (stagiair) · Villella (stagiair)
Banaszek · Brożyna · Černý · Großschartner · Hirt · Honkisz · Kaczmarek · Kiendyś · Kurek · Latoń · Małecki · Marycz · Matysiak · Michajlov · Mrożek · Owsian · Paluta · de la Parte · Paterski · Pluciński · Ponzi · Rebellin · Samojlaw · Stępniak · Stosz · Szmyd · Taciak
Banaszek · Białobłocki · Brożyna · Großschartner · Hirt · Kaczmarek · Koch · Kurek · Małecki · Michajlov · Mrożek · Owsian · Paluta · Paterski · Pluciński · Ponzi · Samojlaw · Schlegel · Sisr · Stosz · Taciak · Tratnik
Banaszek · Bogusławski · Honkisz · Janiszewski · Kistowski · Marycz · Morajko · Paterski · Roithmeier · Rutkiewicz · Stępniak · Sykała · Warchoł